# 刘国庆 (1957年)
刘国庆（1957年10月—），男，河南太康人，中華人民共和國官員。第十一届、第十二届全国人大代表。

## 生平
1978年9月至1982年7月在河南农学院植保专业学习。1982年7月参加工作，1983年6月加入中国共产党。1995年9月至1997年2月在中国政法大学研究生院经济法学专业在职学习，获法学硕士学位。2000年7月到2008年3月，任河南省公安厅副厅长。2008年3月，任中共驻马店市委副书记、副市长。2008年4月，任驻马店市市长。2013年4月，任中共驻马店市委书记。

### 落马
2014年4月涉嫌严重违纪违法接受组织调查。因涉嫌严重违纪违法，2014年5月29日，河南省第十二届人大常委会第八次会议决定接受其辞去第十二届全国人民代表大会代表职务。
2017年1月3日，许昌市中级人民法院判刘国庆犯受贿罪，判处无期徒刑。他被控受贿折合人民币6799万元及港币10万元。刘国庆表示不服，提出上诉。